# 아이스박스 케이크
아이스박스 케이크(icebox cake)는 크림과 초콜릿 웨이퍼를 넣은 미국의 케이크이다. 오스트레일리아에서는 초콜릿 리플 케이크/로그(chocolate ripple cake/log)로 불린다.

## 역사
아이스박스 케이크는 샤를로트, 트라이플(trifle) 등의 비슷한 후식에서 비롯된 것이다. 제1차 세계 대전 중 미국에 처음 도입되었다. 1920년대와 30년대에 급격히 인기를 끌었는데, 당시 상업적인 이윤 창출이 쉬웠고 미리 만들어놓은 재료를 사용했기 때문이다. 요리의 인기에 대응하여 응축 우유, 웨이퍼 쿠키 등 이 케이크의 재료를 만든 기업들은 박스의 뒷면에 요리법을 인쇄하기 시작했다.

## 같이 보기
- 서머 푸딩